# ルックアウト/見張り
『ルックアウト/見張り』（ルックアウト/みはり、原題：The Lookout）は、2007年制作のアメリカ合衆国のクライム・サスペンス映画。
交通事故の後遺症で短期間しか記憶を保つことが出来ない青年が、成り行きから悪事に加担していく様を描く。日本では劇場未公開。

## あらすじ
クリスは4年前のドライブ中に事故を起こして同乗していた恋人や友人を失い、自身も短期間しか記憶を保てない障害を負った。現在は昼は自立センターに通い、夜は銀行の掃除員として働いている。
ある日、クリスはバーでミステリアスな女性ラヴリーや、姉の同級生だというゲイリーたちと出会う。やがて彼らと親しい間柄になるクリスであったが、実はゲイリーたちの正体は窃盗団で、クリスの勤める銀行を襲うため、彼に接近してきたのだった。
クリスは戸惑うが、ゲイリーに言いくるめられ、さらに生活が改善されない今の現状を悲観的に思い、彼らに協力する事に。

## キャスト
- クリス・プラット：ジョセフ・ゴードン＝レヴィット（吹替：浪川大輔）
- ルイス・キャンフィールド：ジェフ・ダニエルズ（吹替：大川透）
- ゲイリー・スパーゴ：マシュー・グッド（吹替：咲野俊介）
- ラヴリー・レモンズ：アイラ・フィッシャー（吹替：寺田はるひ）
- ロバート・プラット：ブルース・マッギル
- バーバラ・プラット：アルバータ・ワトソン
- テッド：セルジオ・ディ・ジオ（吹替：大畑伸太郎）
- ジャネット：カーラ・グギノ
- デヴィッド・ヒューバンド
- ケリー：ローラ・ヴァンダーヴォート
- アレックス・ボースタイン